# Associação Cultural Moviafro
A Associação Cultural Moviafro, mais conhecida como Moviafro, é um grupo de ativismo negro brasileiro que tem construído um expressivo legado cultural, político e social, para a recuperação da dignidade, identidade, cultura e a memória afro-brasileira. Ao longo de sua existência tem promovido eventos, palestras e cursos, atraindo um grande grupo de associados e colaboradores. Eela representa mais de 26 instituições culturais e religiosas de Feira de Santana (BA). São cerca de 3 mil pessoas, entre colaboradores e integrantes.
É a principal representante do movimento negro em Feira de Santana, que tem por objetivos viabilizar a autoestima na comunidade negra, propagar, valorizar e fortalecer a cultura afro.
A associação foi criada em 20 de novembro de 2014 e desde então vem ampliando sua atuação através de ações afirmativas como cursos, oficinas, concursos de beleza afro com ênfase na conscientização, rodas de conversa, atividades artísticas, sociais e diversos serviços afrocentrados. A Moviafro hoje, representa uma grande parte das instituições da cultura de matriz africana em Feira de Santana como: Blocos Afros, Afoxés, Escolas de Samba, Grupos de Samba Junino e entidades afro-religiosas

## Atividades
- Projeto Novembro Negro Moviafro — Mobiliza entidades da cultura de matriz africana de Feira de Santana e região. São realizadas rodas de conversas, oficinas, palestras e seminários. A cada ano é escolhido um tema central e subtemas, todos eles estão intrinsecamente relacionados com as questões raciais.[10]
- Cortejo Moviafro pela Paz e contra a Intolerância Religiosa — As religiões afro-brasileiras ainda hoje sofrem com o racismo e o preconceito. São inúmeros os casos de atentados contra casa, terreiros e membros. O cortejo surge em 2016 como forma de combate a esses crimes e para fortalecer a união de adeptos e simpatizantes da Umbanda e do Candomblé.[11]
- Ensaios Moviafro para a Micareta de Feira de Santana — A primeira edição desse importantíssimo projeto, foi realizada em 2019, com o apoio da Secretaria de Cultura do município. Em três finais de semana, reúnem-se em uma das praças mais charmosas de Feira de Santana todas as entidades filiadas a Moviafro, blocos afros, afoxés, escolas de samba, blocos de samba, blocos de reggae e blocos de capoeira com suas bandas percussivas e seus grupos de dança para lançarem seus temas, discutirem suas ações e se prepararem para os desfiles na Micareta.[12]
- Festival Musicas Negras Importam — Foi criado em 2020 no início da Pandemia do Covid -19. As entidades culturais de matriz africana foram as mais afetadas pela pandemia já que em tempos normais essa classe não tinha acesso a nenhum subsídio de nenhuma das esferas. Muitas delas sobreviviam apenas com uma ajuda de custo oferecida pelo governo municipal para cobrir as suas despesas nas participações durante a micareta local. Com a pandemia, algumas dessas entidades deixaram de existir, porém nesse mesmo momento surge a Lei Aldir Blanc e a Moviafro de Feira de Santana tem essa ação afirmativa contemplada e através dela consegue alcançar outras entidades que participaram do festival. O objetivo é tornar o FMNI um evento anual.[13]
- Circuito Moviafro — O Circuito Moviafro para a Preservação da Cultura de Matriz Africana é um projeto contínuo de afroempreendedorismo que fortalece o surgimento e manunteção de negócios geridos por mulheres e homens negros, principalmente em vulnerabilidade social[3]
- Miss Afro Feira de Santana — Concurso popular na cidade, o Miss Afro é tradicional no município, tem desenvolvido um trabalho de autoestima e educacional. Durante o processo, meninas e mulheres passam por rodas de conversas, palestras, seminários, oficinas e cursos sobre questões raciais.[1] O concurso Miss Afro já alcançou cerca de mil meninas e mulheres negras.[14]
- Projeto Enem-Grecer — É um projeto afrocentrado que oferece aos estudantes de escola pública em Feira de Santana e região, inscritos no Enem, aulas gratuitas com um grupo de docentes integrantes do Núcleo Moviafro de Pedagogia. Durante o curso dúvidas referentes ao Enem são explicadas, bem como os discentes realizam simulados preparatórios.[15]
- Cortejo Moviafro — É uma manifestação anual artística cultural, afrocentrada, onde as pessoas vão para as ruas com com roupas coloridas tradicionais, dança e capoeira no Circuito Maneca Ferreira no último dia do Micareta de Feira. Reúne os principais blocos afros da cidade.[2]
- Mister Afro Feira de Santana — O Mister Afro foi inspirado Miss Afro, como a versão para homens negros ou que se auto declarem negros com idade entre 16 e 45 anos. Seu principal objetivo é elevar a autoestima dos participantes. As atividades realizadas são palestras, rodas de conversa, oficinas de formação, seminários e um desfile de passarela.No mesmo formato do concurso miss afro, o mister afro não irá eleger o mais belo entre os candidatos mas sim aquele que mais se identificar com as questões afrodescendentes.[16][17]
- Miss Afro Plus Size Feira de Santana — O concurso segue o mesmo modelo do Miss e Mister Afro, a diferindo apenas por ser voltado para mulheres com manequim a partir de 46. Promove a inclusão, a luta anticapacista, a gordofobia além quebrar tabus. Tem por objetivo valorizar a mulher negra e gorda sem estímulo a obesidade, apenas respeitando o que ela é.[18][19]
- Encontro Moviafro de Mulheres Negras — É uma atividade realizada sempre em julho, em homenagem ao mês do Dia da Mulher Afro-Latino Americana e Afro-Caribenha. O encontro Moviafro de Mulheres Negras, tem como objetivo, dar mais visibilidade às questões da mulher negra brasileira trazendo valorização a estas mulheres. Ele tem se consolidado como um dos principais eventos alusivos às comemorações do mês de julho e conta com diversas personalidades negras de Feira de Santana e região, como Mãe Graça de Nanã[20][21][9]